# Gailtaler Alpen
Die Gailtaler Alpen sind eine Gebirgsgruppe der Südlichen Ostalpen. Sie verlaufen als Kettengebirge zwischen Drau- und Gailtal im Süden Kärntens und Osttirols in Österreich. Die westliche Hälfte der Gailtaler Alpen wird mit ihren schroffen Gipfeln aus Hauptdolomit als Lienzer Dolomiten bezeichnet und besitzt mit der 2770 m ü. A. hohen Großen Sandspitze die höchste Erhebung der Gailtaler Alpen. Aus geologischer Sicht bilden die Gailtaler Alpen gemeinsam mit den Nordkarawanken den Drauzug, einen infolge der Alpenfaltung zurückgebliebenen Teil der Nördlichen Kalkalpen.

## Begriffsgeschichte
Die Gebirgsgruppe wurde bereits 1845 von Adolf Schaubach in seinem Standardwerk Die Deutschen Alpen als „Gailthaler Alpen“ in ihren heutigen Grenzen beschrieben. Der Name Lienzer Dolomiten für den Teil westlich des Gailbergsattels ist jüngeren Datums und wurde 1885 von der Section Lienz des Deutschen und Österreichischen Alpenvereins eingeführt und konnte sich rasch etablieren.

## Geografie

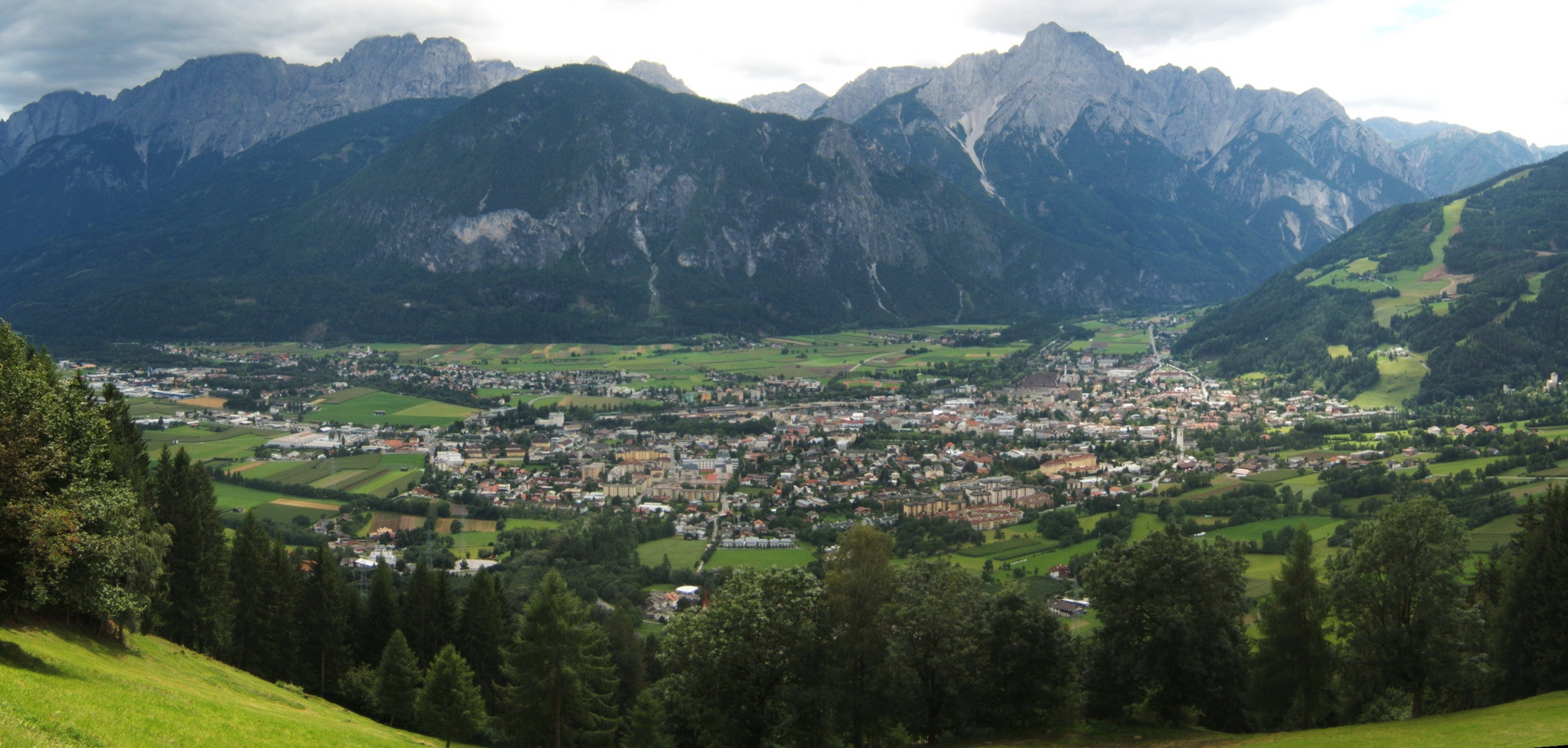
Die Lienzer Dolomiten mit Lienz

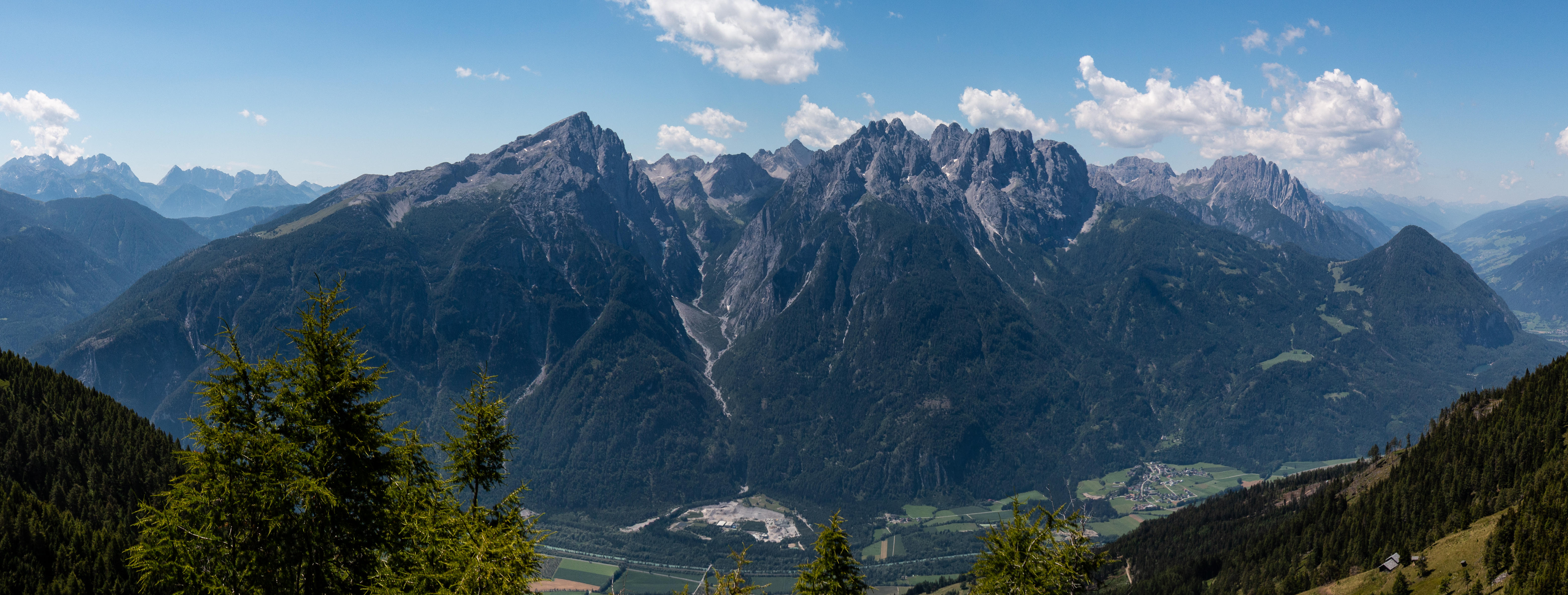
Gaitaler Alpen von der Kreuzeckgruppe

Das 100 km lange, im Westen schmale Gebirge liegt zwischen der Gail im Süden und der Drau im Norden. In einer Furche zwischen den Gailtaler Alpen und dem Goldeck liegt der Weißensee, der höchstgelegene Badesee Österreichs.
Der Drauzug gliedert sich in West-Ost-Richtung in fünf durch Quertäler und ein Längstal getrennte Gebirgstöcke:
- Lienzer Dolomiten (etwa 40 km) vom Kartitscher Sattel (östlich von Sillian) bis zum Gailbergsattel bei Oberdrauburg (Höchste Gipfel Große Sandspitze 2770 m und Spitzkofel 2718 m, beide südlich von Lienz)
- Gailtaler Alpen im engeren Sinn (etwa 65 km):
  - Reißkofelgruppe zwischen Gailberg- und Kreuzbergsattel bei Greifenburg (Reißkofel 2371 m, Jauken 2275 m)
  - Latschurgruppe zwischen dem Weißensee und dem Drauknie bei Sachsenburg (Latschur 2236 m)
  - Spitzegelgruppe südöstlich des Weißensees zwischen Kreuzberg und Bleiberger Graben (Spitzegel 2119 m)
  - Dobratsch (Villacher Alpe, 2166 m) als östlicher Ausläufer der Gailtaler Alpen mit dem Naturschutzgebiet Die Schütt.

Innerhalb des Drauzuges befinden sich nur drei nennenswert bevölkerte Gegenden: Bleiberg zwischen Dobratsch- und Spitzegelgruppe, das durch Jahrhunderte von der Bleigewinnung lebte und heute vom Thermentourismus lebt, sowie der Stockenboier Graben und die Gegend Gitschtal-Weißensee, die beide vom Tourismus (Sommer wie Winter) leben.

### Benachbarte Gebirgsgruppen
Nach der AVE:
- Norden: Ankogelgruppe, Kreuzeckgruppe, Schobergruppe
- Nordwesten: Villgratner Berge
- Süden: Karnischer Hauptkamm, Karawanken
- Osten: Gurktaler Alpen

### Verkehr
Übergänge (von Ost nach West):
- Windische Höhe
- Kreuzbergsattel
- Gailbergsattel
- Kartitscher Sattel (zwischen Lienzer Dolomiten und Karnischen Alpen)

## Geologie
Die Gailtaler Alpen sind größtenteils Teil des Drauzugs. Dieser liegt nördlich der Periadriatischen Naht und gehört somit geologisch nicht zum Südalpin, sondern zum Südrand des Ostalpins und ist ein südlicher „liegengebliebener“ Teil derjenigen ostalpinen Kalkdeckensysteme, die im Zuge der Alpenfaltung über den Alpenhauptkamm nach Norden geschoben wurden und dort die Nördlichen Kalkalpen bilden. Die Auffassung, dass Gailtaler Alpen und Nordkarawanken zum Drauzug zu rechnen sind, geht auf Leopold Kober 1938 zurück.
Das Goldeckmassiv am nordöstlichen Rand ist kein Teil des Drauzugs; es handelt sich dabei um die südöstliche Fortsetzung der kristallinen Gesteine der Kreuzeckgruppe.
Während in der Westhälfte die schroffen Gipfel der Lienzer Dolomiten aus bis zu 2000 Meter mächtigem Hauptdolomit gebildet werden, sind im östlichen Teil Kalke und Dolomite der Wetterstein-Formation bei den höchsten Bergen (Jauken, Reißkofel, Spitzegel, Dobratsch) gipfelbildend.

## Touristische Erschließung
Der Gailtaler Höhenweg durchzieht die Gailtaler Alpenkette über die ganze Länge. Der Fernwanderweg Julius Kugy Alpine Trail begleitet den Höhenweg vom Gailbergsattel bis zum Ende im Kurpark der Kärnten Therme.
| Name                       | Status                                | Höhe       |
| -------------------------- | ------------------------------------- | ---------- |
| Bliessalm (Pließalm)       | privat                                | ca. 1710 m |
| Dobratsch-Gipfelhaus       | Sektion Villach des ÖAV               | 2143 m     |
| Dolomitenhütte             | privat                                | 1616 m     |
| E.T.-Compton-Hütte         | Sektion Austria des ÖAV               | 1650 m     |
| Goldeckhütte               | Sektion Spittal an der Drau des ÖAV   | 1945 m     |
| Hochstadelhaus             | Sektion Oberdrauburg des ÖTK          | 1780 m     |
| Karlsbader Hütte           | Sektion Karlsbad des DAV              | 2260 m     |
| Kerschbaumeralm Schutzhaus | Sektion Lienz des ÖTK                 | 1902 m     |
| Linderhütte                | Sektion Lienz des ÖTK                 | 2683 m     |
| Ödenhütte                  | privat                                | ca. 1040 m |
| Reißkofel-Biwak            | Sektion Obergailtal-Lesachtal des ÖAV | 1799 m     |
| Weißbriacher Hütte         | Sektion Hermagor des ÖAV              | 1567 m     |
| Wieserhütte                | privat                                | 1886 m     |